# Hacı Bekir

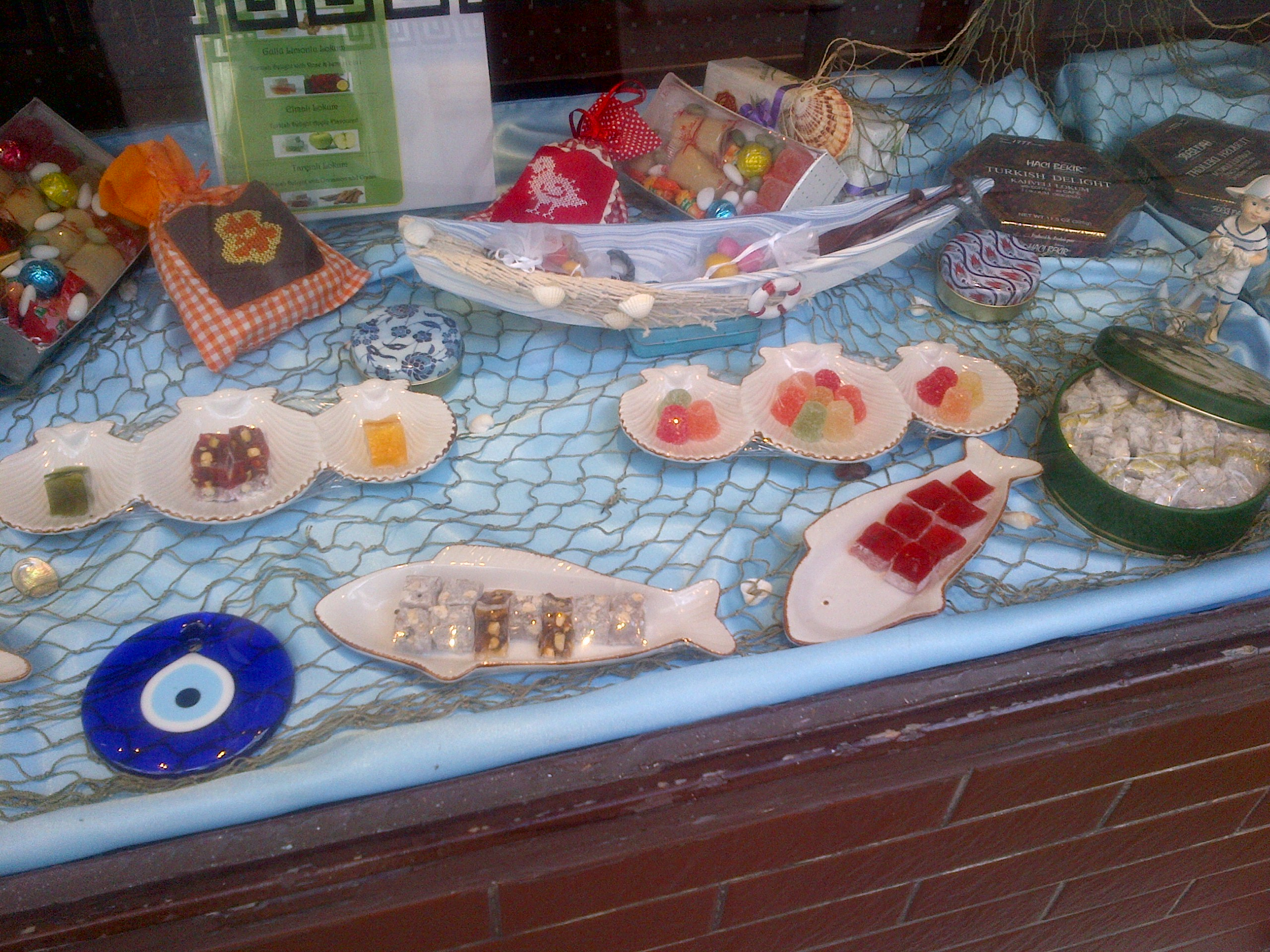
Das Schaufenster von Hacı Bekir in Istanbul

Die Firma Hacı Bekir Lokum ve Şekerli Mamüller Sanayii A.Ş. ist das älteste türkische Unternehmen und Lokum-Hersteller in Istanbul. Es existiert seit 1777.

## Geschichte
1776 kam der Konditorlehrling Bekir Efendi von Ara in Kastamonu  nach Istanbul und eröffnete einen Lokum-Laden im Stadtzentrum. Lokum war schon im 14. Jahrhundert in Anatolien bekannt. Als Rübenzucker in die Türkei kam, war Bekir Efendi  der Erste, der Zucker und Maisstärke statt Honig und Mehl verwendete und so die Textur verfeinerte. Nach der Pilgerfahrt nach Mekka bekam Ali Muhiddin Bekir den Ehrentitel Hacı und nannte sich fortan Ali Muhiddin Hacı Bekir. Später wurde er zum Chefkonditor am osmanischen Hof ernannt und erhielt gleichzeitig den Osmanje-Orden I. Klasse.

## Unternehmen
Die Konditorei befindet sich 2011 in der fünften Generation und belieferte bisher zahlreiche Padischahs und türkische Präsidenten. Exportware geht auch nach Deutschland, Neuseeland, Japan, Südafrika, Lettland, Estland, Griechenland, England und in die USA.
Der letzte Nachkomme der Familie Hacı Bekirs stellt Lokum noch immer im ursprünglichen Laden im Viertel Bahçekapı unterhalb der Hagia Sophia und der Blauen Moschee her. Die Rezepte sind Familiengeheimnisse. Im frühen 19. Jahrhundert wurde Hacı Bekirs Lokum in Europa bekannt als Turkish Delight. Zurzeit hat Hacı Bekir vier Filialen in Istanbul, davon sind 2 in Eminönü, eine in Kadıköy  und eine in Beyoğlu.

## Internationale Preise
| - 1873 Weltausstellung 1873, Silbermedaille - 1888 Messe Köln, Silbermedaille - 1897 Weltausstellung Brüssel, Goldmedaille - 1906 Messe Frankreich, Goldmedaille | - 1930 Messe Paris, Goldmedaille - 1930 Messe Nizza, hors concours - 1930 Messe Brüssel, Goldmedaille - 1939 Messe New York, Leistungspreis. |